# Steinfurther Allee
Steinfurther Allee – stacja metra hamburskiego na linii U2. Stacja została otwarta 29 września 1990. 

## Położenie
Stacja Steinfurther Allee położona jest w tunelu pod placem obok Möllner Landstraße. Znajduje się tu również dworzec autobusowy oraz parking P+R.